# Arius uncinatus
Arius uncinatus är en fiskart som beskrevs av Ng och Sparks 2003. Arius uncinatus ingår i släktet Arius och familjen Ariidae. IUCN kategoriserar arten globalt som starkt hotad. Inga underarter finns listade i Catalogue of Life.